# 独習指定文献
独習指定文献（どくしゅうしていぶんけん）とは、日本共産党のかつての党員教育システムの一つ。

## 概要
1962年に当時の日本共産党中央委員会書記長の宮本顕治によって始められた制度である。党が分裂した「50年問題」の教訓から、この時期党勢拡大とともに教育活動が重視されるようになった。1961年3月、雑誌『月刊学習』の創刊、1962年2月中央党学校の開設に続いて、同年5月7日、党内教育の指針「独習の意義と文献について」が発表され、独習指定文献が示された。
日本共産党の党員教育システムには、学習会などの「集団学習」と党員個人が自習する「独習」がある。
独習指定文献とは、各々の党員が効率よく共産党の思想を学ぶために、共産党執行部が党の文献を難易度に応じてランク付けしたものである。
特に、学生党員および民青同盟幹部党員にたいして、マルクス『資本論』・レーニン『唯物論と経験批判論』・宮本顕治『日本革命の展望』(日本共産党第7回大会から日本共産党第8回大会にかけての宮本の論文や会議での報告などをまとめたもの)の3文献をとくに読むべき文献として挙げていた。とくに『日本革命の展望』は『日革展』との略語で呼ばれ、重要視された。
独習指定文献とされた党文献は不変ではなく、時代の趨勢に合わせて文献の差し替えなどを行ってきた。レーニン『国家と革命』などは日本共産党の平和革命路線と合わなくなったので削除された。
2004年になり共産党執行部は独習指定文献制度を廃止した。理由は常に変動する政治情勢に対応するため、固定的な独習指定文献制度は時代に合わなくなったとした。今後は随時文献を紹介して、学習を呼びかける形態を採ることになった。主に党大会や中央委員会総会決定や不破哲三を筆頭とする党理論家の著作が宣伝されている。

## 文献リスト
2001年頃の日本共産党の独習指定文献は以下のとおり。

### 初級
1. 『日本共産党第22回大会決定』
2. 『日本共産党綱領[2]』
3. 『日本共産党規約[3]』
4. 『自由と民主主義の宣言』
5. レーニン『マルクス主義の三つの源泉と三つの構成部分』
6. マルクス『賃金、価格および利潤』
7. エンゲルス『空想から科学への社会主義の発展』
8. 『日本共産党第20回大会での党綱領の一部改定についての提案、報告、結語』
9. ときどきの中央委員会決定
10. 宮本顕治『党建設の基本方向』（新日本出版社）
11. 不破哲三『綱領路線の今日的発展』（新日本出版社）

### 中・上級
1. レーニン『カール・マルクス』
2. エンゲルス『ルードウィヒ・フォイエルバッハとドイツ古典哲学の終結』
3. マルクス『ゴータ綱領批判』
4. エンゲルス『反デューリング論』
5. レーニン『唯物論と経験批判論』
6. マルクス『資本論』
7. レーニン『資本主義の最高の段階としての帝国主義』
8. 『日本共産党の70年』（新日本出版社）
9. 宮本顕治『党史論』（新日本出版社）
10. 不破哲三『スターリンと大国主義』（新日本新書）
11. 不破哲三『ソ連・中国・北朝鮮――三つの覇権主義』（新日本出版社）
12. 『日本共産党と宗教問題』（新日本文庫）

## 民青同盟の独習指定文献
「日本共産党を相談相手に、援助を受けて活動する」日本民主青年同盟（民青同盟）では、類似の独習指定文献制度が設けられ、あわせて推薦図書が示された。